# Saxifraga megacordia
Saxifraga megacordia là một loài thực vật có hoa trong họ Saxifragaceae. Loài này được C.Y. Wu mô tả khoa học đầu tiên năm 2001.